# 杰克·道威尔
杰克·道威尔（Jake Dowell，1985年3月4日—，出生于威斯康星州欧克莱尔），是一名专业的美国冰上曲棍球员，目前为次全国冰球联盟（NHL）的芝加哥黑鹰队。他由芝加哥黑鹰队在2004年NHL选秀第140顺位被选中。